# Herb województwa sandomierskiego

Chorągiew ziemi sandomierskiej podczas bitwy pod Grunwaldem.

Herb województwa sandomierskiego – w polu pierwszym naprzemiennie ułożone po trzy pasy srebrne i czerwone, zaczynając od góry czerwonym; w polu drugim dziewięć złotych gwiazd sześcioramiennych ułożonych w prostokącie. Od herbu ziemi sandomierskiej wywodzi się herb ziemi sądeckiej, którym pieczętuje się dziś powiat nowosądecki.

## Opisy w źródłach historycznych
Ziemia sandomierska trzecia w kolejności, w pierwszej części ma trzy jasne [przyp. w tekście występuje słowo glaucas, które oznaczać może także „lśniące”, „szarozielone”, „szarawe”, patrz: starogreckie γλαυκός] i czerwone pasy, w drugiej zaś trzy rzędy gwiazd, a w każdym z nich cztery gwiazdy w błękitnym polu.

Woiewodztwo Sedomierskie używa ná choragwi Tarcżey, ná ktorey od połowice trzy polá cżerwone á trzy białłe: druga połowicá ma pole błekitne, ze trzemi rzedámi gwiazd.

[T]arcza na dwoje podzielona, z lewej strony w błękitnem polu 9 gwiazd, po trzy w rzędzie, z prawej zaś trzy czerwone pasy w białem polu.

## W Królestwie Kongresowym
Historyczny herb ziemi sandomierskiej stał się w XIX wieku herbem nowego województwa sandomierskiego w Kongresówce. Po zniesieniu województw służył za herb guberni sandomierskiej, by po jej likwidacji przez krótki czas stanowić element herbu guberni radomskiej.

## W II Rzeczypospolitej
Według przygotowanego w 1928 roku projektu rozporządzenia prezydenta II Rzeczypospolitej herb dawnego województwa sandomierskiego miał stanowić część herbu województwa kieleckiego.

## Współcześnie
Dawny herb województwa sandomierskiego na tarczy hiszpańskiej jest dziś herbem powiatu sandomierskiego. Można go też odnaleźć w herbach powiatów koneckiego, przysuskiego, radomskiego, szydłowieckiego i tarnobrzeskiego oraz województwa świętokrzyskiego. Przed reformą administracyjną w 1999 roku identycznym herbem do tego używanego obecnie przez województwo świętokrzyskie posługiwało się województwo kieleckie.

## Galeria

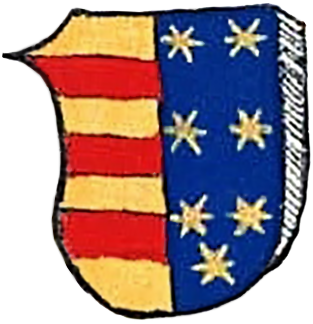
Herb ziemi sandomierskiej w Statucie Łaskiego (1506).
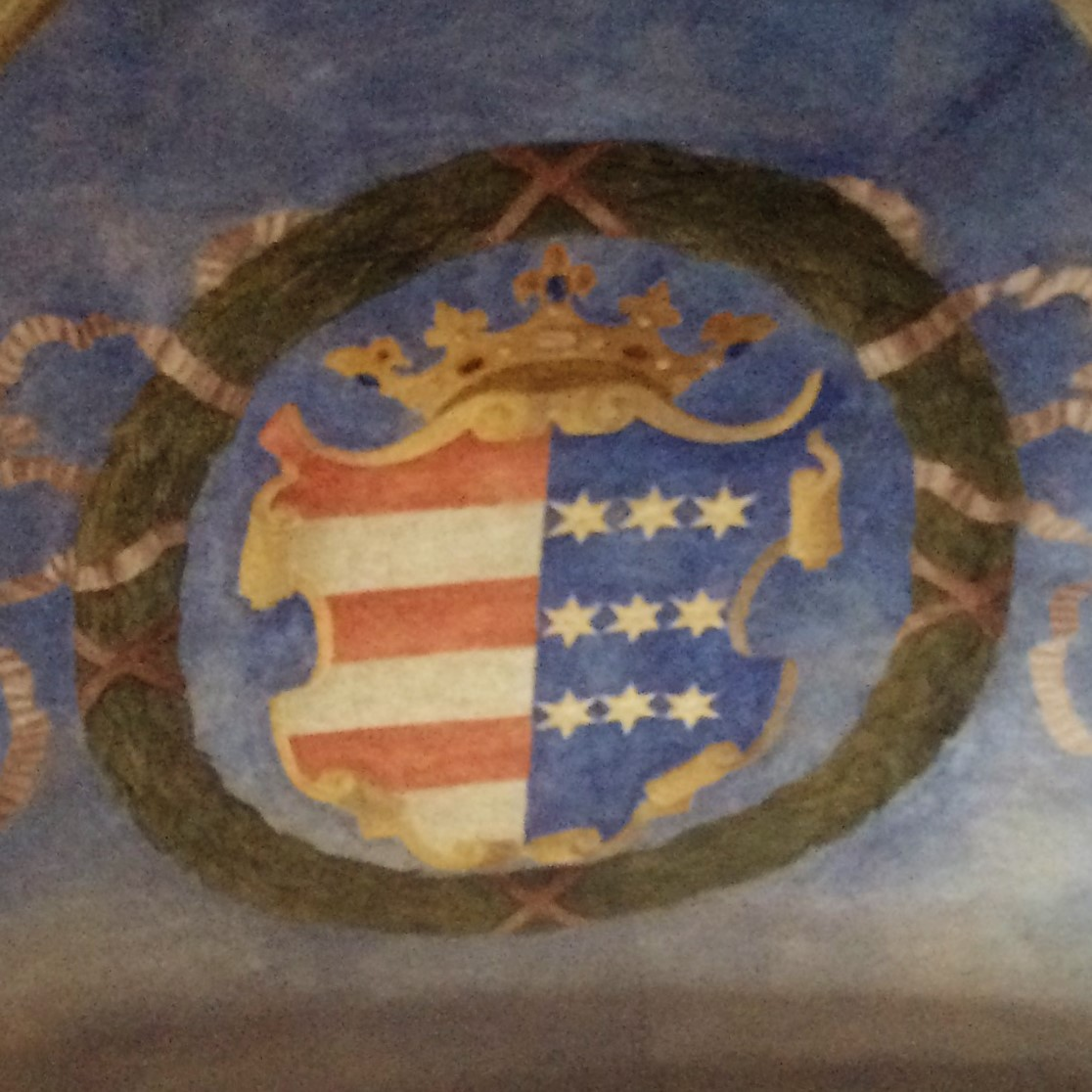
Herb województwa sandomierskiego na sklepieniu dawnej Izby Poselskiej na Zamku Królewskim w Warszawie.
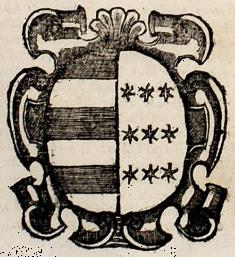
Herb województwa sandomierskiego w Złotej koronie Kaspra Niesieckiego (1728).
Herb województwa sandomierskiego w herbarzu Kaspra Niesieckiego (1743).
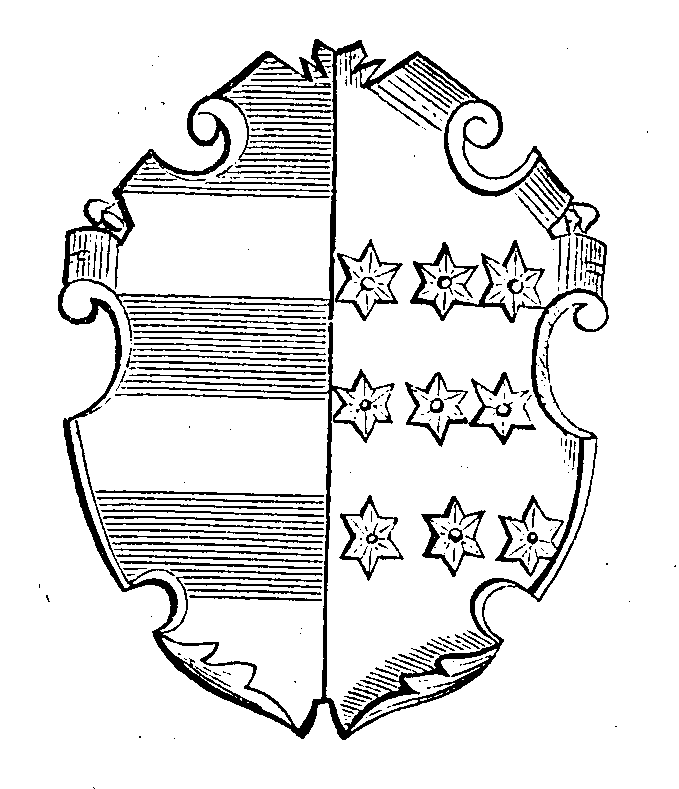
Herb województwa sandomierskiego w XIX-wiecznym wydaniu herbarza Bartosza Paprockiego (1858).
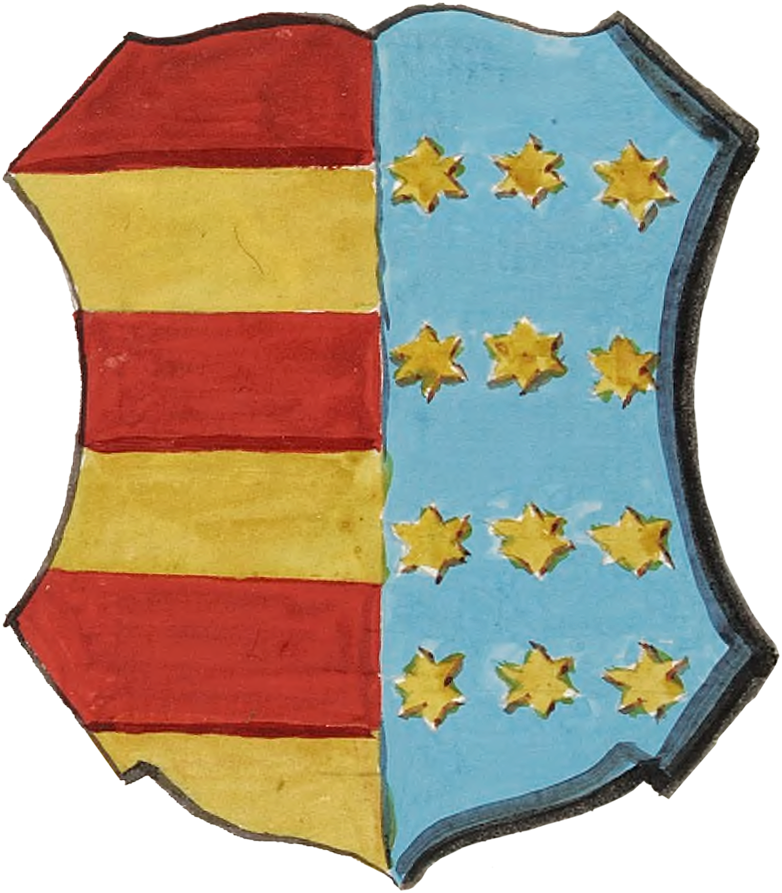
Herb województwa sandomierskiego w herbarzu Bolesława Starzyńskiego (1875–1900).
Współczesna rekonstrukcja herbu województwa sandomierskiego z czasów I Rzeczypospolitej.
Herb województwa sandomierskiego i guberni sandomierskiej w czasach Kongresówki.